# Никольское (Новодеревеньковский район)
Никольское — деревня в Новодеревеньковском районе Орловской области России. 
Входит в Новодеревеньковское сельское поселение в рамках организации местного самоуправления и в Новодеревеньковский сельсовет в рамках административно-территориального устройства.

## География
Расположена в 2 км к западу от райцентра, посёлка городского типа Хомутово, и в 89 км к востоку от центра города Орёл.

## Население
| 2002 | 2010 |
| ---- | ---- |
| 318  | ↘271 |

Согласно результатам переписи 2002 года, в национальной структуре населения русские составляли 94 % от жителей.